# Worcester Park
Worcester Park – dzielnica Londynu, leżąca w gminie Sutton. W 2011 dzielnica liczyła 11 655 mieszkańców.